# 경기관총

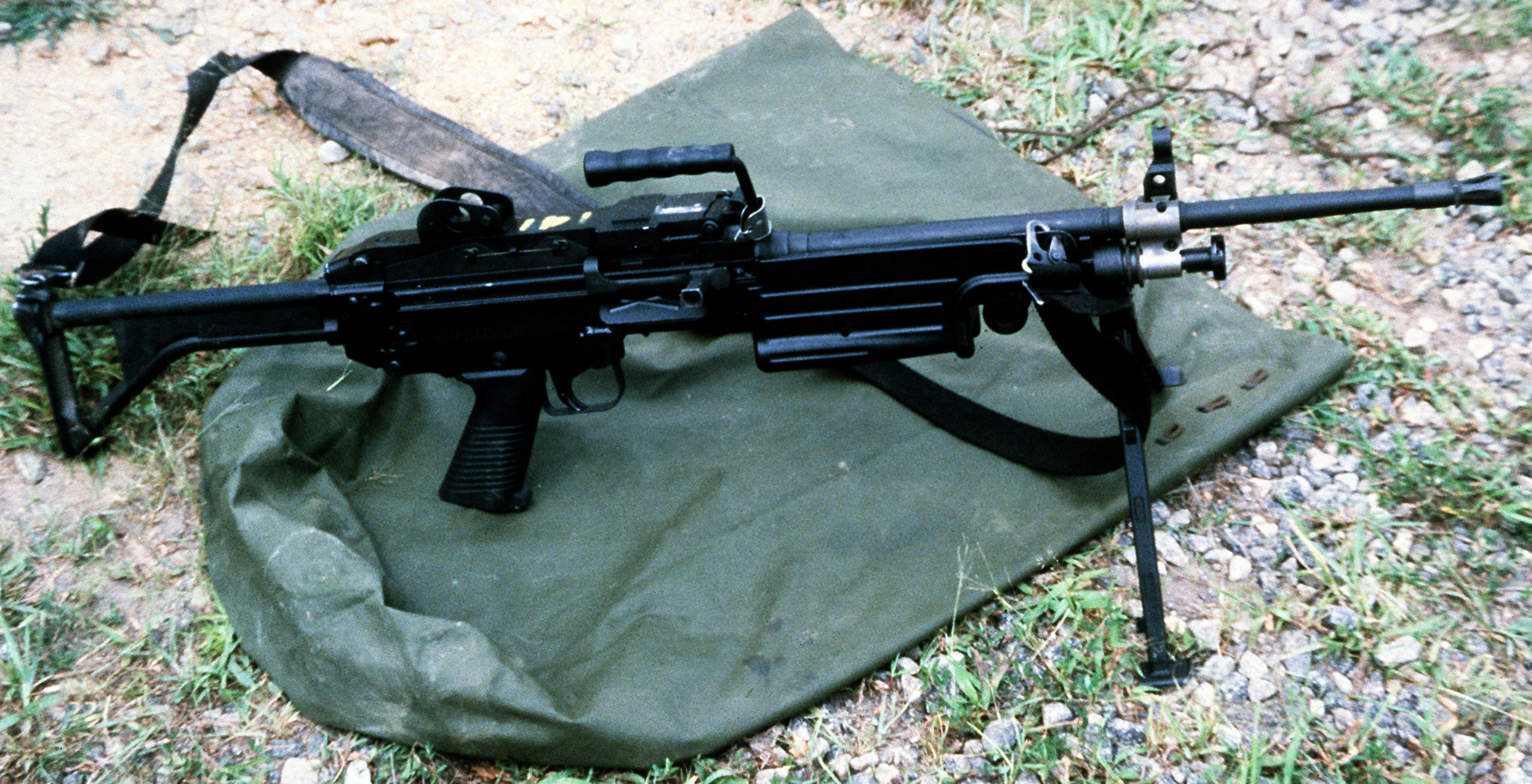
FN 미니미 경기관총

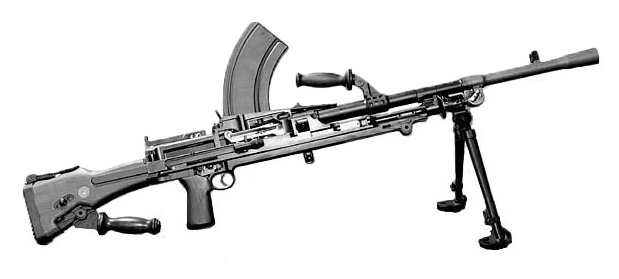
브렌 경기관총

경기관총(輕機關銃, light machine gun, LMG)은 보통 그 시대의 다른 기관총들보다 가벼운 기관총을 말한다. 경기관총은 보통 한 명의 병사에 의해 운반, 운용될 수 있도록 설계된다. 현대 경기관총은 중형기관총에 쓰이는 탄(7.62 × 51 mm NATO, 7.62 × 54 mm R 등)보다 작은 돌격소총 탄(7.62 × 39 mm, 5.56 × 45 mm NATO, 5.45 × 39 mm M74 등)을 사용하며, 상대적으로 가볍고 작다.
거의 대부분의 분대지원화기들은 경기관총에 속한다.

## 같이 보기
- 기관총
- 중형기관총
- 중기관총
- 다목적기관총
- 분대지원화기